# Potępienie

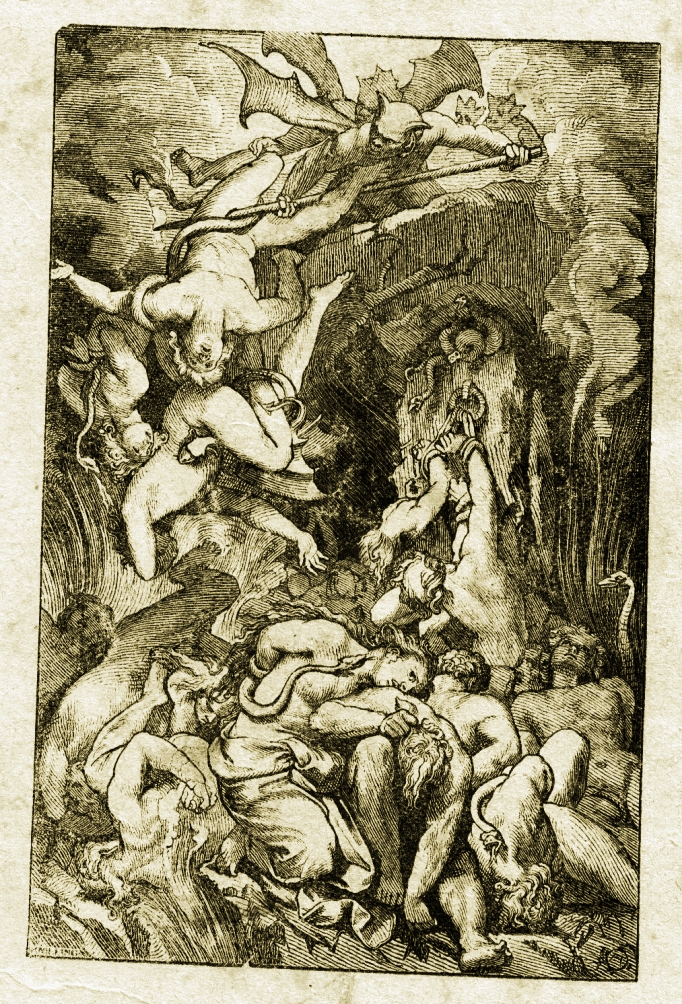
"Potępienie". Rycina ze schrobenhausenowskiego
warsztatu Carla Poellath

Potępienie – według religii chrześcijańskich okres pośmiertny, antagonistyczny do zbawienia. Potępienie jest uważane za wieczną karę dla tych, którzy złamią przykazania nadane przez Boga i zejdą na drogę zła. Lecz gdy w chwili śmierci osoba umierająca będzie żałować za swoje grzechy, zostanie zbawiona, ale żal musi być szczery.
Większość religii chrześcijańskich poprzez potępienie rozumie zesłanie duszy ludzkiej do piekła, gdzie ma przebywać na wieki cierpiąc ogromne męki.